# Hàbit
|  | Per a altres significats, vegeu «Hàbit religiós». |

Un hàbit és un costum interioritzat de manera que es du a terme de manera mecànica i gairebé inconscient. Els hàbits poden fer referència a accions quotidianes o a patrons de conducta. Els hàbits s'aprenen amb la repetició d'actes fins que s'incorporen a la rutina de l'individu. Estan relacionats amb la formació reticular. Aristòtil va ser el primer a prescriure hàbits com a essència de l'ètica pràctica. És una cosa que es fa de costum. Quan un hàbit negatiu no es pot deixar fàcilment, es parla d'addicció.